# Ion Idriess

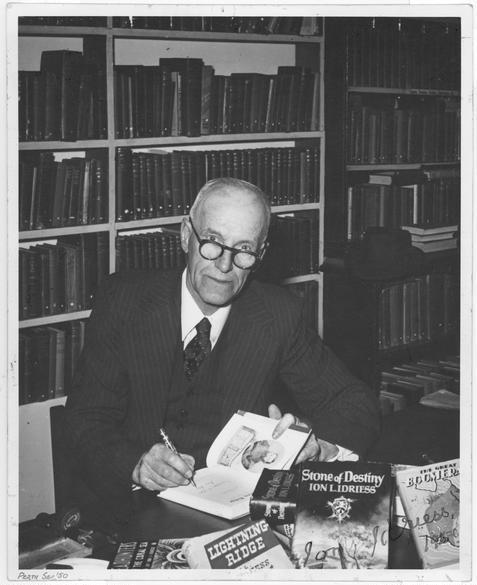
Ion Idriess (1950)

Ion Llewellyn Idriess (* 1889 in Waverley, Sydney; † 1979) war ein australischer Schriftsteller.

## Leben und Wirken
Idriess arbeitete zunächst als Wanderarbeiter und war später als Bergarbeiter in Opalminen, Kaninchenfänger sowie Krokodiljäger tätig. Während des Ersten Weltkrieges war er Soldat in den Australischen Streitkräften. Er war bei der Schlacht von Gallipoli und im Nahen Osten eingesetzt.
Seine Kriegserlebnisse bildeten die Grundlage für seine ersten Bücher wie Madman's Island (1927). Seinen ersten Erfolg hatte er 1931 mit Lasseter's Last Ride, der Geschichte über Harold Lasseter und der Suche nach einem legendären großen Goldvorkommen. In den folgenden vierzig Jahren veröffentlichten Idriess nahezu jedes Jahr einen Roman, von denen sein 1932 erschienenes Buch Flynn of the Inland über Reverend John Flynn, dem Gründer des Royal Flying Doctor Service of Australia im australischen Outback zu den bekanntesten Werken gehörte.
Seine Erfahrungen während des Ersten Weltkrieges führten dazu, dass er im Zweiten Weltkrieg beauftragt wurde, sechs Überlebensratgeber (Survival Guides) für die australische Armee zu schreiben.

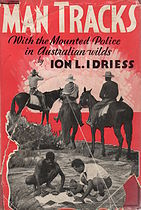
Man Tracks 1935

Weitere bekannte Veröffentlichungen waren:
- The Cattle King – The Story of Sir Sidney Kidman. 1936. Neuauflage: HarperCollins Publishers, Sydney 2001, ISBN 978-0207197826.
- Forty Fathoms Deep. Angus & Robertson 1937. (Geschichte des Untergangs des Passagierschiffes „Koombana“ 1912)
- The Red Chief. 1953.
- The Silver City. 1957.